# 朱建荣
朱建荣（1991年7月12日—），前中国足球运动员，山东省青岛市人，司职前鋒，现效力于中超球队上海申花。朱建荣出自青岛中能青年队，17岁时首次代表青岛中能在中超联赛上场，2010年首次在中超联赛取得进球。他曾入选中超联赛年度最佳新人奖候选名单，但没有获奖。2013年，他成为首位在中超联赛出场百次的90后球员。2016年底，朱建荣加盟上海申花队。他曾随中国国家青年足球队参加2010年亞足聯U-19錦標賽，并在小组赛中打入一球。他也曾入选中国22岁以下男足国家队。因卷入2022年中国足坛腐败案，他在2024年9月被中国足协宣布终身禁止参加足球有关的活动。其自称已从事畜牧业。

## 俱乐部生涯

### 早年
朱建荣年少时就显现出足球天赋。7岁时，朱建荣受刘乐阳推荐，进入青岛第二体校足球班学习足球，师从曲立新。那时他还是寿光路小学的学生。2004年，他进入青岛中能梯队。2005年，朱建荣踢球时膝盖右侧副韧带重伤，他曾有离开足球的想法，但后来决定坚持踢球。中学时代，朱建荣就读于青岛六十六中（也有资料称他毕业于青岛四十二中）。他曾入选中華人民共和國城市運動會青岛代表队，后来升入青岛中能预备队。

### 青岛中能
2009年，朱建荣被选入青岛中能一队，报名参加中超联赛。这年4月11日，中超联赛第4轮青岛中能客场挑战江苏舜天的比赛上，朱建荣首发出场，第43分钟被换下。这是他首次在中超联赛亮相。整个赛季，教练组将朱建荣视作重点培养的年轻球员之一。
2010年，青岛中能给了朱建荣更多的上场机会。4月17日，中超联赛第4轮青岛中能客场与辽宁宏运的比赛第77分钟，朱建荣替补登场，此时青岛队2比3落后。比赛最后时刻，朱建荣打入一球，将比分改写为3比3，帮助球队在客场逼平辽宁队。这是他第一次在中超联赛取得进球。同年9月14日，中超联赛第17轮补赛，青岛中能主场对阵保级对手重庆力帆，朱建荣第65分钟替补出场，在第90分钟打入绝杀进球，帮助球队2比1取胜。两次在比赛最后阶段打入关键进球，朱建荣因此被一些青岛球迷称为“朱绝杀”。加上7月14日青岛中能1比3输给山东鲁能的比赛中朱建荣最后时刻的进球，整个赛季他共打进3球。赛季末，他入选了中超联赛最佳新人奖候选名单。
2011年赛季初，朱建荣陷入低谷，新任主教练张外龙将他放在替补席上。联赛前半程，15轮比赛中他只替补出场7次，比赛时间总计不够45分钟。据朱建荣说，这是因为联赛第二轮与江苏舜天比赛前的踩场时他忘记了张外龙两脚出球的要求，因此遭到训斥。联赛下半程，他的表现有所改观，联赛第16轮他打入了扳平比分的进球。整个赛季，他联赛出场23次，打入6球，助攻3次。朱建荣与队友、年轻球员宋文杰并列队内射手榜头名，有媒体将二人称为青岛中能的双子星。朱建荣被媒体视为当赛季中超联赛年度最佳新人的有力候选人之一，不过最后获奖的是他的队友宋文杰。这个赛季，青岛中能排名中超联赛第六名，创队史最好联赛成绩纪录。
2012年中超联赛初期，朱建荣状态不错。4月15日，中超联赛第六轮青岛中能主场与上海申鑫的比赛中，他卷入了互殴事件。那场比赛进行到第82分钟时，上海申鑫外援安东尼奥·弗拉维奥恶意踢倒青岛中能2号郭亮，事件迅速演变成口角、推搡、击打，双方多名球员卷入其中。事后，两队各有三名球员被中国足协处罚。足协认定朱建荣追逐安东尼奥，决定停赛四场、罚款两万元人民币。停赛结束后，他的状态时好时坏。赛季末，朱建荣再次入围中超联赛最佳新人候选名单。
2013年，身为中锋的朱建荣一球未进。自2012年对阵上海申花的比赛进球之后，他陷入了一年半多的进球荒。足协杯第4轮与上海东亚的比赛，点球大战中，朱建荣踢出一脚失败的勺子点球。这一年，他完成了自己的第100场中超联赛比赛，他成了首位中超百场的90后球员。然而，他的第101场中超联赛，也就是那年中超的最后一轮，青岛中能客场0比1输给北京国安，青岛中能降入中甲联赛。
2014年至2016年的三个中甲赛季，朱建荣表现平平。2016年末，青岛中能在中甲联赛降级。在青岛中能一线队踢球的八年间，朱建荣正式比赛出场共161次，打入23球。

### 上海申花
2016年12月1日，上海申花宣布朱建荣与另外两名球员转会加盟球队。外界对上海申花签约朱建荣有一些质疑声音，质疑的理由包括：朱建荣是中甲降级队的球员，前一个赛季在中甲的出场次数也不多，他的技术特点也不突出。冬训期间，他在大年三十突发脑膜炎，因此错过了联赛初期的比赛和亚冠联赛。整个赛季，他出场11次，比赛时间共461分钟。赛季末，他连续获得首发机会。联赛倒数第二轮，对阵延边富德，朱建荣替补上场，打入了他代表上海申花的首粒入球。一周后的联赛最后一轮，他打入两球。

## 国家队生涯
2010年，朱建荣入选中国国家青年足球队，参加2010年亞足聯U-19錦標賽。小组赛第三轮，已经提前出线的中国国青队面对泰国国青队，朱建荣首发出场并在第75分钟扳平比分，帮助球队取得一场1比1的平局。
2012年3月31日，朱建荣入选中国22岁以下男足国家队集训名单，备战2013年亞足聯U22錦標賽資格賽。不过，他没有进入2013年亞足聯U-22錦標賽预选赛和正赛阶段中国队参赛名单。

## 荣誉

### 上海申花
- 中国足协杯冠军：2017